# La Montagne (Górna Saona)
Montagne – miejscowość i gmina we Francji, w regionie Burgundia-Franche-Comté, w departamencie Górna Saona.
Według danych na rok 1990 gminę zamieszkiwało 30 osób, a gęstość zaludnienia wynosiła 2 osoby/km² (wśród 1786 gmin Franche-Comté Montagne plasuje się na 712. miejscu pod względem liczby ludności, natomiast pod względem powierzchni na miejscu 211.).